# Василица (Костурино)
Василица или Василица Чука (на македонска литературна норма: Василица) е антична и средновековна крепост, разположена над струмишкото село Костурино, Северна Македония.

## Местоположение
Василица се намира на 3,5 km северно от Костурино и на 1 km южно от Раборци, в най-тясната част на пролома на Дервенската река, през който минава пътят Струмица — Валандово — Солун, античният път Добер — Идомена — Солун. Представлява дълъг хълм със заравнен връх, чиито страни се спускат стръмно към Дервенската река и към Маркова река на запад. Височината му е 220 m над реките и 590 m надморска, с отлична видимост над пътя през пролома.

## История

### Античност
На върха в Късната античност е изграден масивен зид. От северната страна се виждат две строителни фази - от края на IV и от VI век. Укрепеното пространство е с размери 152 х 38 / 25 m. На трите ъгъла има три издадени кули. Вътрешна стена разделя пространството на две части. По протежение на южната страна на кастела се има жилищна тераса с размери 0,7 ha и оградена от юг с каменна стена без мазилка. На нея има многобройни парчета от късноантична керамика, питоси и тегули, както и редки елинистически фрагменти. Кастелът е имал функцията на стража, чийто гарнизон е можел да блокира пътя в пролома.

### Средновековие
Василица отново е заета през Средновековието. Реставрирана е западната кула, чиито размери и форма (12 х 10/7 m) не са често срещани в Античността. Сред движимите археологически находки са парчета от славянски црепни и гледжосани византийски съдове. В североизточното подножие, близо до пътя, през 1980 година е открито депо със скрити пари - златни монети от XI - XII век, пазени в Струмишкия музей.

### Идентификация
Според Иван Микулчич името Василица произлиза от името на кастрона Василида. Името на съседната Маркова река и името Маркови кули като второ име на крепостта са топоними, възникнали в края на Средновековието, тоест от турско време, и отразяват спомени за старата крепост.